# هوارد ليدل
هوارد ليدل (بالإنجليزية: Howard Liddell)‏ هو مهندس معماري بريطاني، ولد في 7 يونيو 1945، وتوفي في 23 فبراير 2013.